# Islamitische Militaire Alliantie

Kaart van de landen in de Islamitische Militaire Alliantie

De Islamitische Militaire Alliantie is de naam van de internationale coalitie van 34 landen die in december 2015 in het leven werd geroepen op initiatief van de regering van Saudi-Arabië ter (militaire) bestrijding van terrorisme, met als hoofdkwartier Riyad. Aanleiding voor de oprichting vormde de ongerustheid om de opkomst van de  Islamitische Staat in Syrië en Irak, Boko Haram in West-Afrika en de meervoudige burgeroorlog in Jemen (de Jemenitische Crisis), onder verwijzing naar het oprichtingshandvest van de Organisatie voor Islamitische Samenwerking.
Onder meer Jordanië, Egypte, Turkije, Qatar, Pakistan en enkele Afrikaanse landen zouden meteen bij de oprichting actieve deelname hebben toegezegd.
De staten die tot dit initiatief toetraden waren Jordanië, Verenigde Arabische Emiraten, Pakistan, Bahrein, Bangladesh, Benin, Turkije, Tsjaad, Togo, Tunesië, Djibouti, Senegal, Soedan, Sierra Leone, Somalië, Gabon, Guinee, Palestina, de Comoren, Qatar, Ivoorkust, Koeweit, Libanon, Libië, de Maldiven, Mali, Maleisië, Egypte, Marokko, Mauritanië, Niger en de regering in ballingschap van Jemen. Meer dan 10 andere islamitische landen zouden medewerking hebben toegezegd, waaronder Indonesië.
Volgens de aankondiging bij de oprichting door de Saudische kroonprins en minister van Defensie Mohammed bin Salman neemt de alliantie het op zich om "de islamitische landen te verdedigen tegen terroristische groeperingen en organisaties die dood en verderf proberen te verspreiden."